# Andrea Bianco

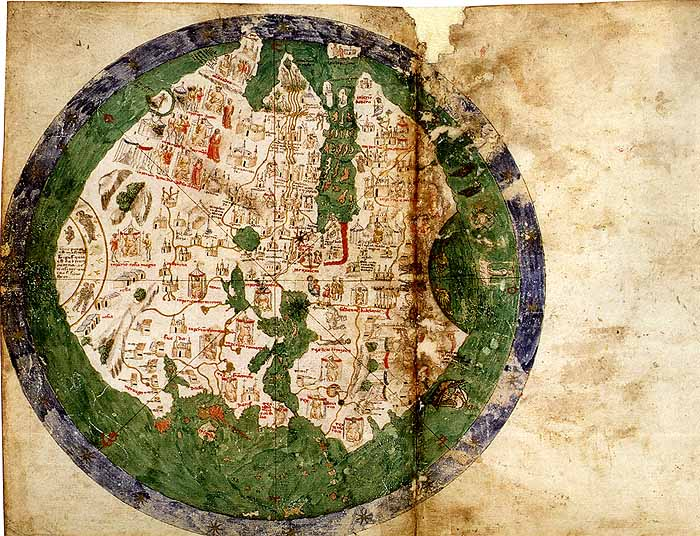
Mapa del món Bianco (1436)

Andrea Bianco (segle xv, Venècia — segle xv, Venècia) va ser un navegant i cartògraf venecià que va residir a Quíos, les activitats del qual es poden rastrejar des del 1436 fins al 1459.

## Obra
És autor tant del mapamundi d'Andrea Bianco (el 1436), a la Biblioteca Marciana, com d'un altre mapa de Portolà el 1448, format per dues parts, conservat a la Biblioteca Ambrosiana . La indicació d'un any no era la norma als mapes en aquest període. Tanmateix, aquesta darrera datació es considera segura, ja que afirma en aquest mapa que la va dibuixar a Londres aquell any.
El Mapa d'Andrea Bianco forma part d'un atles les deu pàgines del qual estan fetes de vellum, de 29 × 38 cm. Es considera que és la primera obra cartogràfica existent que representa el descobriment portuguès de Cap Verd . A la novena pàgina hi ha el mapa del món, que es mostra al costat.
També es considera que Andrea Bianco va treballar amb Fra Mauro, que és considerat un cartògraf encara més important del seu temps.
Bianco és el tema del llibre de ficció històrica The Mapmaker (1957) de Frank G. Slaughter .